# ریخدلی بازویر
ریخدلی بازویر (هلندی: Riechedly Bazoer؛ زادهٔ ۱۲ اکتبر ۱۹۹۶) بازیکن فوتبال اهل هلند است که در پست هافبک وسط برای اوترخت در لیگ برتر فوتبال هلند بازی می‌کند.
وی همچنین در تیم ملی فوتبال هلند بازی کرده‌است.